# Preadamiti
I preadamiti sono i  sostenitori del  preadamitismo (o preadamismo) - letteralmente "prima di Adamo" - una teoria anticipatrice del poligenismo che sostiene che dall'analisi della Bibbia si possa dedurre che prima ancora di Adamo esistessero simultaneamente molte coppie umane.
Già prima che Isaac La Peyrère ne asserisse il fondamento biblico, la teoria della nascita indipendente di diverse coppie umane aveva avuto precursori nell'imperatore Giuliano l'apostata, in Paracelso, La Mothe Le Vayer e Giordano Bruno. 

## Origine del nome "preadamiti"
Il termine "preadamiti" si trova usato per la prima volta nel 1655 da Isaac La Peyrère (1596-1670) nella sua opera Praeadamitae sive Exercitatio super Versibus duodecimo, decimotertio, et decimoquarto, capitis quinti Epistulae D. Pauli ad Romanos, quibus inducuntur Primi Homines ante Adamum conditi [I preadamiti, ovvero Esercitazione sui versetti dodicesimo, tredicesimo e quattordicesimo del capitolo quinto dell'Epistola ai Romani del divino Paolo, versetti nei quali si introducono i primi uomini creati prima di Adamo].  Quest'opera fu pubblicata anonima senza indicazioni di luogo ed editore, in realtà ad Amsterdam. 
In base all'esegesi dei versetti 12-14 del quinto capitolo dell'Epistola ai Romani l'opera poneva il problema dell'origine della specie umana risolvendolo nel senso che l'umanità non discendesse direttamente da Adamo e che quindi non fosse erede del peccato originale e che non vi fosse un unico centro d'origine di tutta l'umanità così come faceva anche supporre l'esistenza dei nuovi popoli americani che non risultavano citati nella Bibbia.

## Storia

### Sviluppi iniziali
Nell'antichità era molto diffusa l'idea che il mondo e l'umanità fossero sempre esistiti o almeno fossero antichissimi. Il primo dibattito conosciuto sull'antichità dell'umanità ebbe luogo tra Teofilo di Antiochia e un pagano egiziano di nome Apollonio, che affermava che il mondo fosse vecchio di 153.075 anni. Stime di questo genere erano frequenti nella letteratura greca e romana.
Agostino di Ippona dedicò due capitoli del suo libro La città di Dio al dibattito tra cristiani e pagani sull'origine dell'uomo: il capitolo 10 del libro XII è intitolato "Si esamina l'opinione di coloro i quali ritengono che il genere umano come il mondo siano sempre esistiti", mentre nel libro XVIII, il capitolo 40 è dedicato alla "Menzognera presunzione degli Egiziani che attribuiscono all'antichità della propria cultura centomila anni". Come indicato dai titoli, Agostino riteneva le idee pagane sulla storia e la cronologia del mondo e della razza umana completamente assurde e incompatibili con la verità rivelata, secondo la quale l'esistenza dell'uomo non aveva ancora seimila anni. La posizione di Agostino su questi argomenti era condivisa dalla maggior parte dei rabbini e dei padri della Chiesa, che liquidavano i punti di vista del mondo antico come miti e favole che non necessitavano di ulteriori refutazioni.
L'esistenza di un'unica coppia di progenitori fu negata dall'imperatore romano Giuliano (360-363), che, rigettando il Cristianesimo in favore della Teurgia (una forma evoluta di Neoplatonismo), accettò l'idea della creazione di molte coppie di genti originali, una posizione detta co-adamismo o adamismo multiplo.

### Fino al XV secolo
Nel libro Kuzari, scritto negli anni 1130 dal filosofo ebreo-spagnolo Giuda Halevi, il re dei Cazari organizza un dibattito fra tre teologi, un ebreo, un cristiano e un musulmano, per capire quale sia la vera religione. Il re chiede al rabbino se sia preoccupato dalla rivendicazione, da parte degli Indiani, di essere in possesso di artefatti e costruzioni antichi di milioni di anni; il rabbino afferma che si tratta di affermazioni senza senso, propugnate da gente senza un libro riguardo al quale "molte persone avessero la stessa opinione". In questo stesso libro Halevi attacca molte idee contenute nel libro intitolato Agricoltura nabatea, composto o tradotto da Ibn Wahshiyya nel 904: queste idee, attribuite ai Sabei, affermavano l'esistenza di persone nate prima di Adamo e di genitori di Adamo, oltre che l'origine indiana di Adamo stesso; Halevi respinse queste opinioni semplicemente affermando che queste persone non conoscevano la rivelazione contenuta nella Bibbia.

### Illuminismo
Durante l'Illuminismo, il preadamismo fu ampiamente adottato, in opposizione alla versione biblica sulle origini degli uomini, mentre nel XIX secolo questa idea fu fatta propria dai sostenitori della razza bianca. Dal preadamismo sono sorti un certo numero di interpretazioni razziste dei primi capitoli della Genesi: alcuni teorizzatori preadamiti sostennero che Caino lasciò la propria famiglia per fondare una tribù inferiore, chiamata, a seconda dei casi, "mongoli non-bianchi", "razze nere", "bestie selvagge"; un'altra teoria voleva che Caino avesse preso moglie da una delle tribù inferiori preadamite. L'idea che il "marchio" di Caino fosse il colore nero della pelle sorse nell'Europa del XVIII secolo e fu diffuso negli Stati Uniti d'America del XIX secolo dal fondatore del mormonismo, Joseph Smith.

### Dal XIX secolo ad oggi
Nell'Europa del XIX secolo, il poligenismo e il preadamismo erano idee attraenti per coloro che volevano dimostrare l'inferiorità delle popolazioni non-occidentali; negli Stati Uniti, invece, furono sostenute dai razzisti, ai quali non poteva piacere l'idea di una discendenza comune tra bianchi e non-bianchi. Scrittori come Charles Caldwell, Josiah Nott e Samuel Morton rigettarono l'idea che i non-bianchi fossero discendenti di Adamo; Morton combinò il preadamismo con la misurazione del cranio per costruire una teoria della differenza razziale che giustificasse lo schiavismo.